# Neolophonotus sinuvena
Neolophonotus sinuvena là một loài ruồi trong họ Asilidae. Neolophonotus sinuvena được Londt miêu tả năm 1987. Loài này phân bố ở vùng nhiệt đới châu Phi.